# Луций Вергиний Трикост
Вижте пояснителната страница за други личности с името Луций Вергиний.
Луций Вергиний Трикост (на латински: Lucius Verginius Tricostus) e политик на Римската република през 5 век пр.н.е.
Той произлиза от водещата фамилия Вергинии и е баща на Луций Вергиний Опитерис Трикост Есквилин (военен трибун 402 пр.н.е.).
През 435 пр.н.е. и през 434 пр.н.е. е консул с Гай Юлий Юл. Бие се против етруските и град Фидена.